# 사회당 (네덜란드)
네덜란드 사회당(네덜란드어: Socialistische Partij, SP)은 네덜란드의  사회민주주의와 민주사회주의를 표방하는 중도좌파 정당이다. 네덜란드 사회당은 유권자들에게 군주제의 점진적인 폐지와 온건한 공화주의를 제안한다.